# きんこれ
『きんこれ』は、2009年4月3日から2012年3月30日まで青森放送（RABテレビ）で放送されていたローカルワイド番組。ハイビジョン制作。

## 内容
- これまで放送してきた『@なまてれ』を引き継ぐ形でスタートした情報番組。後継番組は『ZIP!FRIDAY』がスタートした。

## 出演者

### 司会
- 青山良平（番組開始 - 2010年3月26日）
- 青山英次（2010年4月2日 - 番組終了）
- 筋野裕子（番組開始 - 終了）

### アシスタント
- 桒子英里（番組開始 - 終了、2011年3月25日までは隔週担当）
- 樋田かおり（番組開始 - 2011年3月25日、隔週担当）

### リポーター
VTR（インフォメーション枠）のみの出演。
- 野坂真理
- けんずろう

## 放送時間
- 金曜日 15:55 - 17:00（2010年10月8日 - 番組終了）
  - 番組開始の2009年4月 - 9月は16:00開始、2009年10月 - 12月は15:55開始だったが、2010年1月 - 9月は再度16:00開始となっていた（16:00開始のときは15:50から10分間通販番組が放送されていた）。

## コーナー
中には、『@なまてれ』の金曜日に放送していたものを引き継いでいるものもあるが、番組オリジナルのコーナーがほとんど無く、スポンサー絡みの内容が多い。
- 番組内の大半は、企業などからのインフォメーションで占めている。
- 県内のニュース・天気予報
- オススメ!最新映画情報
- ニュースなメール
- あおもりであわもり
- ルミエール（旧・パワフルかわぜん）商品券プレゼント（一時期休止の期間があった） など
- 不定期で中継が行われることもある。

## その他
- 番組内でプレゼントがある場合は、翌週に当選者を発表するが、チャウちゃう15分→らっきータイム→生テレビシリーズからの流れで、当選者の氏名は敬称略となっている。
- 2009年4月8日 - 14日に青森中三で開催された「ズームイン!!SUPER 全国うまいもの博」のトークショーのため来青していた日本テレビの羽鳥慎一・西尾由佳理両アナウンサーが、同10日の放送に生出演した（その前にはラジオの「あおもりTODAY」にも出演）。
- エンディングは、ステブレレスで「news every.（2010年3月までは、NEWSリアルタイム）」に接続する。
- スタジオのセットは毎月最終土曜に放送している「あなたとRAB」と共用され、報道スタジオ改装時は「RABニュースレーダー」や「東奥日報ニュース」でも使用される。
- 2009年12月25日は古坂大魔王がサンロード青森から生中継でゲスト出演した[1]。
- 2011年3月11日は、本番組放送前の14時46分に東日本大震災が発生したため、本番組が急遽休止となった。
- 2011年9月8日は「秘密のケンミンSHOW」の連続転勤ドラマ「辞令は突然に…」内で同コーナーの東はるみ役の黛英里佳が「本番組」に出演した。なお、｢ケンミンSHOW｣放送前には、5秒～15秒のスポット枠でも出演した。